# Uzbekistan na Mistrzostwach Świata w Lekkoatletyce 2009
Uzbekistan na Mistrzostwach Świata w Lekkoatletyce 2009 – reprezentacja Uzbekistanu podczas czempionatu w Berlinie liczyła 5 członków. W gronie tym znalazły się 4 kobiety i tylko jeden mężczyzna.

## Występy reprezentantów Uzbekistanu

### Mężczyźni
- Skok o tyczce
  - Leonid Andreev z wynikiem 5,55 zajął 19. miejsce w eliminacjach i nie awansował do finału

### Kobiety
- Bieg na 100 m
  - Guzel Khubbieva z czasem 11,43 zajęła 17. miejsce w ćwierćfinale i nie awansowała do kolejnej rundy

- Bieg na 200 m
  - Guzel Khubbieva z czasem 23,61 zajęła 34. miejsce w biegu eliminacyjnym i nie awansowała do kolejnej rundy

- Siedmiobój
  - Yuliya Tarasova z wynikiem 5658 pkt. zajęła 21. miejsce

- Skok wzwyż
  - Nadiya Dusanova z wynikiem 1,89 zajęła 24. miejsce w eliminacjach i nie awansowała do finału
  - Svetlana Radzivil z wynikiem 1,89 zajęła 21. miejsce w eliminacjach i nie awansowała do finału